# Zelotes siyabonga
Zelotes siyabonga är en spindelart som beskrevs av FitzPatrick 2007. Zelotes siyabonga ingår i släktet Zelotes och familjen plattbuksspindlar.
Artens utbredningsområde är Zimbabwe. Inga underarter finns listade i Catalogue of Life.